# José Mari Mendiola
José Mari Mendiola es un luchador de judo profesional está situado en el top 50 del mundo. Nacido en Sangüesa y tiene 28 años compite en  la categoría -81 kilos mide 170cm y a conseguido títulos tanto nacionales como internacionales muy importantes 

## TRAYECTORIA
José Mari Mendiola comenzó su andadura en el Club Deportivo Cantolagua donde no solo competía en judo si no que hacia mas deportes como futbol, más tarde se fue a entrenar a Pamplona a las escuelas jumbi  taisho y centro de tecnificación larrabide. Con 18 años se mudo a Madrid al Centro de Alto Rendimiento (España) donde aun sigue 

## PALMARES
NIVEL NACIONAL:
- 5 veces campeón de España

NIVEL MUNDIAL
- Gran slam: 1 Plata[4] y 1 Bronce[5]
- Abierto Continental: 2 Platas
- Copa Continental: 1 Oro